# René Gainville
René Gainville, né le 2 décembre 1931 à Budapest et mort le 5 août 2014 à Paris, est un réalisateur, producteur, scénariste et acteur français d'origine hongroise.

## Biographie
René Gainville, né René Jacques Froc de Géninville le 2 décembre 1931 à Budapest, en Hongrie, est un cinéaste français. Diplômé de l'école secondaire de Budapest, il s'installe avec sa famille à Paris après la Seconde Guerre mondiale. Il y commence sa carrière cinématographique après avoir obtenu un diplôme de réalisateur.
En 1952, il épouse en premières noces Rosette Pezzali (dite Chantale) qui travaille à l'ORTF. Il divorcent en 1967.
Leur fille unique, Catherine Edwige de Geninville, est née en 1953.
En 1970, il épouse en secondes noces l'actrice Édith Vignaud, plus connue sous le nom de scène d'Anne Vernon[réf. nécessaire]. Le réalisateur étant selon les dires de son ex-épouse "un coureur de jupons invétéré", leur mariage ne durera que cinq ans.  
Il meurt le 5 août 2014 dans le 15e arrondissement de Paris,, à l'âge de 82 ans. Ses obsèques se tiennent au cimetière du Père-Lachaise dans l'après-midi du 11 août.

## Filmographie

### Réalisateur
- 1964 : Tambi (court métrage)
- 1964 : Libérez-nous du mal (court métrage)
- 1964 : Le père (court métrage)
- 1966 : L'Homme de Mykonos
- 1968 : Le Démoniaque
- 1969 : Un jeune couple
- 1970 : Alyse et Chloé
- 1973 : Le Complot
- 1974 : Le Bon Samaritain (TV)
- 1975 : Le Pensionnat et ses intimités sous le pseudonyme de Catherine Balogh
- 1975 : ... Et tu n'auras d'autres adversaires que toi (TV)
- 1979 : L'Associé

### Assistant réalisateur
- 1965 : Mission spéciale à Caracas de Raoul André

### Producteur
- 1966 : L'Homme de Mykonos
- 1968 : Le Démoniaque
- 1970 : Alyse et Chloé
- 1973 : Le Complot
- 1979 : L'Associé
- 1996 : The Associate (suite de L'Associé)
- 2001 : Mikor siel az oroszlán ? (hongrois)

### Scénariste
- 1966 : L'Homme de Mykonos
- 1968 : Le Démoniaque
- 1979 : L'Associé
- 1996 : The Associate

### Acteur
- 1989 : Thank You Satan d'André Farwagi
- 1996 : Kisváros / Tengerparti végjáték (TV, hongrois)